# فيلهيلمينا رايت
فيلهيلمينا رايت (بالإنجليزية: Wilhelmina Wright)‏ هي محامية وقاضية أمريكية، ولدت في 13 يناير 1964 في نورفولك في الولايات المتحدة.